# Somogyaszaló
Somogyaszaló é um município da Hungria, situado no condado de Somogy. Tem 22,12 km² de área e sua população em 2019 foi estimada em 733 habitantes.